# Mozus Levi
Mozus Levi (* 20. Märzjul. / 2. April 1910greg. in Ventspils; † vor 1945 in Riga) war ein lettischer Fußballspieler.

## Karriere und Leben
Mozus Levi wurde im Jahr 1910 in Ventspils in die Familie von Šajas Levi und seiner Frau Zīla geboren. Er arbeitete als Kaufmann.
Levi spielte auf der Position des Stürmers neun Jahre Fußball bei Hakoah Riga davon fünf Spielzeiten in der Virslīga, der höchsten lettischen Spielklasse. Er galt als einer der führenden Hakoah-Spieler in den späten 1920er und frühen 1930er Jahren.
Levi starb im Ghetto Riga.

## Weblink
- Lebenslauf bei kazhe.lv (lettisch)

| Personendaten    | Personendaten                    |
| ---------------- | -------------------------------- |
| NAME             | Levi, Mozus                      |
| KURZBESCHREIBUNG | lettischer Fußballspieler        |
| GEBURTSDATUM     | 2. April 1910                    |
| GEBURTSORT       | Ventspils, Gouvernement Kurland  |
| STERBEDATUM      | vor 1945                         |
| STERBEORT        | Riga, Reichskommissariat Ostland |